# Уракусай Нагахидэ

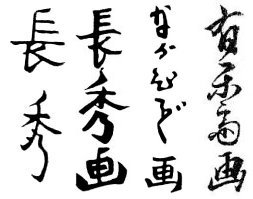
Подписи Уракусая Нагахидэ, слева направо: «Нагахидэ» (長秀), «Нагахидэ га» (長秀　画), «Нагахидэ га» (ちょひで　画), and «Тёсюсай га» (長秀斎　画)

Уракусай Нагахидэ (яп. 有楽斎　長秀, годы творчества 1799—1842) — японский художник, мастер осакской школы искусства укиё-э. Также известен как Юракусай Нагахидэ (有楽斎　長秀), Накамура Нагахидэ (中邑　長秀 или 中村　長秀), Тёсю (長秀) и Тёсюсай (長秀斎).

## Биография и творчество

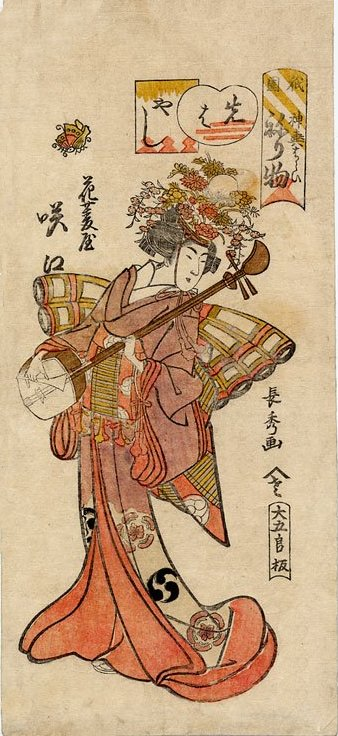
Бумажный трафарет (каппадзури-э) Уракусая Нагахидэ

Художник жил и работал в Киото и Осаке. Известность Уракусаю Нагахидэ принесли гравюры, изображающие красавиц из квартала развлечений Гион. Эти изображения служили рекламой знаменитых куртизанок и гейш, афишами чайных домов, а также отображали модные веяния в одежде и причёсках. Каждое лето в квартале проводились фестивали мод. Этой теме посвящена серия Нагахидэ Фешенебельный парад кимоно в Гионе. Каждый лист серии, в жанре э-бандзукэ (печатные программки), представлял красавицу и определённый наряд, макияж и причёску.
Уракусай Нагахидэ пользовался стилем тандзаку (стихотворный текст, иллюстрированный художественными изображениями, чаще всего девушек). Эти гравюры изготовлялись с применением золотого и серебряного тиснения или покрывались слюдяным порошком, придающим мерцающий свет рисунку.
Нагахидэ работал не в традиционной технике печати с помощью деревянных блоков, а использовал вместо них бумажные трафареты (каппадзури-э), техника распространённая в районе Камигата (Киото — Осака) с 18-го века. Этот способ печати отличался дешевизной и высокой скоростью печати, но уступал в цветовой гамме и качестве работы.